# Stranger (minialbum)
Stranger – pierwszy minialbum (EP-ka) polskiej piosenkarki Sashy Strunin, który wydała pod imieniem i nazwiskiem Alexandra Strunin. Został wydany 29 października 2013 przez Believe Digital jedynie w formacie cyfrowym. Był zapowiedzią albumu Viscera, który ostatecznie nie ukazał się.
Materiał nagrywany był w warszawskim Quality Studio oraz w Alvernia Studios pod Krakowem. Strunin na wydawnictwie połączyła muzykę elektroniczną z elementami jazzu, psychodelii, operowego śpiewu i muzyki etnicznej. Za inspiracje przy tworzeniu albumu posłużyły jej „literatura i sztuka w różnych swoich przejawach [...]. W tym materiale odciska się aura Teatru Wielkiego w Poznaniu, w którym się wychowałam, ale też bliższe mi dziś elementy sztuki współczesnej, czy zjawiska paranormalne i popkulturowe”. EP-kę promował utwór tytułowy, do którego powstał teledysk. Strunin wystąpiła w nim w stroju zakonnicy. Singel 18 października 2013 przedpremierowo został zaprezentowany w programie Dzień dobry TVN. Zapowiedziana została również europejska trasa koncertowa promująca wydawnictwo, jednak ostatecznie odbył się w ramach niej jedynie koncert w Warszawie.

## Lista utworów
Opracowano na podstawie materiału źródłowego.
| 1. | „Stranger”             | 2:58  |
|    |                        |       |
| 2. | „Elementary”           | 2:51  |
|    |                        |       |
| 3. | „No Logic”             | 4:07  |
|    |                        |       |
| 4. | „Robot” (oraz Scanner) | 4:25  |
|    |                        |       |
|    |                        | 14:21 |
|    |                        |       |

## Twórcy
Opracowano na podstawie materiału źródłowego.
- Alexandra Strunin – wokal, muzyka i teksty
- Robin Rimbaud „Scanner” – muzyka
- Don C. Tyler – mastering
- Maciej Matysiak – kontrabas, bas
- Bogusz Wekka – perkusjonalia
- Tomasz Osiecki – dilruba, sitar
- Daniel Kapustka – perkusja
- Damian Pietrasik – fortepian